# Montoire-sur-le-Loir

Montoire-sur-le-Loir este o comună în departamentul Loir-et-Cher, Franța. În 1 ianuarie 2022 avea o populație de 3.678 de locuitori.